# Simulium anduzei
Simulium anduzei es una especie de insecto del género Simulium, familia Simuliidae, orden Diptera.
Fue descrita científicamente por Vargas & Diaz Najera en 1948.